# تيليسينكو
تيليسينكو الأسبانية هي قناة تلفزيونية تجارية تديرها ميدياست إسبانيا أطلقت في عام 1990 وهي من القنوات الخمسة الأرضية الوطنية في إسبانيا وتم البث الأرضي عام 1997 ويقع مقرها الرئيسي في مدريد.

## تاريخ
في عام 1989 امرت حكومة إسبانيا بتحرير التلفزيون ومنح ثلاثة تراخيص جديدة بالإضافة إلى تيليسينكو وانتينا 3 المفتحوتين بالإضافة إلى قناة مشفرة